# Strana evropských konzervativců a reformistů
Strana evropských konzervativců a reformistů (ECR Party) je středopravicová antifederalistická evropská strana, která je členem evropské politické skupiny Evropští konzervativci a reformisté (ECR). Dříve se nazývala Aliance evropských konzervativců a reformistů (AECR, 2009–2016) a Aliance konzervativců a reformistů v Evropě (ACRE, 2016–2019). Navazuje na Hnutí za evropskou reformu. ECR Party je v Itálii a v České republice nejsilnější vládní stranou (a premiér je členem této strany) a v několika dalších zemích se na vládě podílí. V Polsku drží její člen prezidentský post a členské Právo a Spravedlnost je nejsilnější opoziční stranou.

## Členové

### Členské strany z EU
| Země        | Český název                                           | Originální název                                            | Zkratka  |
| ----------- | ----------------------------------------------------- | ----------------------------------------------------------- | -------- |
| Bulharsko   | Je takový národ                                       | Има такъв народ                                             | ИТН      |
| Bulharsko   | VMRO – Bulharské národní hnutí                        | ВМРО – Българско Национално Движение                        | ВМРО     |
| Česko       | Občanská demokratická strana                          | Občanská demokratická strana                                | ODS      |
| Francie     | Identita–Svobody                                      | Identité-Libertés                                           | IDL      |
| Chorvatsko  | Domácí a národní sdružení                             | Dom i nacionalno okupljanje                                 | DOMiNO   |
| Chorvatsko  | Chorvatští suverenisté                                | Hrvatski suverenisti                                        | HS       |
| Chorvatsko  | Most                                                  | Most                                                        | Most     |
| Itálie      | Bratři Itálie                                         | Fratelli d'Italia                                           | FdI      |
| Kypr        | Národní lidová fronta                                 | Εθνικό Λαϊκό Μέτωπο                                         | ΕΛΑΜ     |
| Litva       | Svaz zelených a rolníků                               | Lietuvos valstiečių ir žaliųjų sąjunga                      | LVŽS     |
| Litva       | Volební akce Poláků v Litvě - Svaz křesťanských rodin | Lietuvos lenkų rinkimų akcija – Krikščioniškų šeimų sąjunga | LLRA–KŠS |
| Lotyšsko    | Národní aliance                                       | Nacionālā apvienība                                         | NA       |
| Lucembursko | Alternativní demokratická reformní strana             | Alternativ Demokratesch Reformpartei                        | ADR      |
| Německo     | My občané                                             | Wir Bürger                                                  | WB       |
| Polsko      | Právo a spravedlnost                                  | Prawo i Sprawiedliwość                                      | PiS      |
| Rumunsko    | Aliance za sjednocení Rumunů                          | Alianta pentru Unirea Romanilor                             | AUR      |
| Rumunsko    | Pravá alternativa                                     | Alternativa Dreaptă                                         | AD       |
| Slovensko   | Svoboda a Solidarita                                  | Sloboda a Solidarita                                        | SaS      |
| Švédsko     | Švédští demokraté                                     | Sverigedemokraterna                                         | SD       |

### Globální partneři
| Země          | Český název                  | Originální název                | Zkratka |
| ------------- | ---------------------------- | ------------------------------- | ------- |
| Albánie       | Republikánská strana Albánie | Partia Republikane e Shqipërisë | PR      |
| Bělorusko     | Strana BNF                   | Партыя БНФ                      | БНФ     |
| Izrael        | Likud                        | Likud                           | Likud   |
| San Marino    | Domani Motus Liberi          | Domani Motus Liberi             | DML     |
| Spojené státy | Republikánská strana         | Republican Party                | GOP     |